# Loïc Rémy
Loïc Rémy (Rillieux-la-Pape, Francia, 2 de enero de 1987) es un exfutbolista francés que jugaba como delantero.

## Trayectoria
Comenzó su formación con el ASPTT Lyon. Pronto fue captado por el Olympique de Lyon, pasando a los juveniles del club. Finalmente el 11 de octubre de 2006, firmó su primer contrato profesional acordando un contrato de tres años. El 31 de enero de 2008 fue cedido al R. C. Lens también de la Ligue 1. El acuerdo también incluyó una opción de compra, que se estimó entre 8-10 millones de euros.
Al concluir su cesión el 5 de junio de 2008 se produjo su venta al O. G. C. Niza, que pagó 8 millones de euros, convirtiéndose en el mayor traspaso en la historia del club hasta ese momento. Tras dos años con los nizardos volvió a cambiar de club, esta vez al Olympique de Marsella, tras un desembolso de alrededor de 15 millones.
En enero de 2013 firmó un contrato con el Queens Park Rangers de la Premier inglesa, en un traspaso récord para el club del orden de los 9 millones de euros. Al finalizar la temporada fue cedido al Newcastle para el curso 2013-14, volviendo al QPR, que en septiembre de 2014 lo traspasó al Chelsea.
Pasa tres temporadas con los 'blues', en los que fue perdiendo protagonismo, lo que desembocó en una nueva cesión en su tercer año, en la temporada 2016-17 jugó para el Crystal Palace. A la temporada siguiente rescindió su contrato con el Chelsea, firmando un contrato por dos temporadas con la U. D. Las Palmas que militaba en la Primera División de España.
En sus dos primeros partidos con los canarios, en los que salió desde el banquillo, estableció un récord para el club como el goleador más efectivo en su debut, con dos goles en solo 52 minutos totales, incluyendo el que significó la victoria ante el Athletic Club en el Estadio de Gran Canaria. El 30 de diciembre de 2017 fue apartado de la plantilla, quedando sin ficha y entrenando en solitario fuera de Gran Canaria.
El 28 de enero pasó como cedido al Getafe C. F., también en Primera División. El 18 de abril firmó su mejor actuación al conseguir dos goles en la victoria del equipo azulón en Mestalla contra el Valencia C. F.
En julio de 2018 fue traspasado al Lille O. S. C. por 1,4 millones de euros. En junio de 2020 quedó libre al finalizar su contrato y rechazar la oferta de renovación.
El 28 de agosto se hizo oficial su fichaje por el Çaykur Rizespor por dos temporadas. En febrero de 2022, días después de haber rescindido su contrato, se unió al Adana Demirspor. Allí estuvo hasta junio antes de encadenar varios meses sin equipo. Finalmente se unió al Stade Brestois 29 en febrero de 2023.
Volvió a quedar como agente libre al finalizar la temporada 2022-23 y en el mes de octubre anunció el fin de su carrera.

## Selección nacional
Fue internacional con la selección de fútbol de Francia, con la que jugó 30 partidos y anotó 7 goles.
El 13 de mayo de 2014 el entrenador de la selección francesa, Didier Deschamps, lo incluyó en la lista final de 23 jugadores que representarían a Francia en la Copa Mundial de 2014.

### Participaciones en Copas del Mundo
| Mundial                        | Sede   | Resultado        | Partidos | Goles |
| ------------------------------ | ------ | ---------------- | -------- | ----- |
| Copa Mundial de Fútbol de 2014 | Brasil | Cuartos de final | 2        | 0     |

## Clubes
| Club                            | País       | Año       |
| ------------------------------- | ---------- | --------- |
| Olympique de Lyon               | Francia    | 2006-2008 |
| R. C. Lens (cedido)             | Francia    | 2008      |
| O. G. C. Niza                   | Francia    | 2008-2010 |
| Olympique de Marsella           | Francia    | 2010-2013 |
| Queens Park Rangers F. C.       | Inglaterra | 2013-2014 |
| Newcastle United F. C. (cedido) | Inglaterra | 2013-2014 |
| Chelsea F. C.                   | Inglaterra | 2014-2017 |
| Crystal Palace F. C. (cedido)   | Inglaterra | 2016-2017 |
| U. D. Las Palmas                | España     | 2017-2018 |
| Getafe C. F. (cedido)           | España     | 2018      |
| Lille O. S. C.                  | Francia    | 2018-2020 |
| Çaykur Rizespor                 | Turquía    | 2020-2022 |
| Adana Demirspor                 | Turquía    | 2022      |
| Stade Brestois 29               | Francia    | 2023      |

## Palmarés

### Títulos nacionales
| Título                        | Club              | País       | Año  |
| ----------------------------- | ----------------- | ---------- | ---- |
| Ligue 1                       | Olympique de Lyon | Francia    | 2007 |
| Copa de la Liga de Inglaterra | Chelsea F. C.     | Inglaterra | 2015 |
| Premier League                | Chelsea F. C.     | Inglaterra | 2015 |